# Under the Sea: A Descendants Story
Under the Sea: A Descendants Story (Aqui no Mar. Uma História de Os Descendentes (título em Portugal) ou Aqui no Mar: Descendentes 2.5 (título no Brasil)) é uma curta-metragem que se passa depois de Descendants 2 e antes de Descendants 3. É dirigido por Hasraf Dulull.

## Sinopse
Após os eventos de Descendants 2, Mal sai das sombras de uma floresta mística para uma costa escura, onde o seu caminho e o da Dizzy se cruzam.

## Elenco
- Dove Cameron como Mal, filha de Maléfica/Malévola
- China Anne McClain como Uma, filha de Ursula
- Anna Cathcart como Dizzy Tremaine, filha de Drizella Tremaine e neta de Lady Tremaine
- Thomas Doherty como Harry Gancho, filho de Capitão Gancho
- Dylan Playfair como Gil, filho de Gaston

### Dobragem portuguesa
O elenco de dobragem é constituído por:
- Raquel Ferreira dá voz a Mal
- Ana Rita Tristão dá voz a Uma
- Beatriz Bernardo dá voz a Dizzy
- Pedro Leitão dá voz a Harry
- Romeu Vala dá voz a Gil

## Produção
A curta-metragem foi anuciada a 7 de agosto de 2018 com um teaser, sendo também confimado que os atores Dove Cameron, Anna Cathcart, China Anne McClain, Thomas Doherty e Dylan Playfair estariam no elenco. A 7 de setembro de 2018, foi revelado o seu primeiro trailer. A 28 de setembro de 2018, foi revelado que Kenny Ortega não seria o diretor do curta mas sim Hasraf Dulull num especial de bastidores.